# Beesenlandbrücke
Die Beesenlandbrücke war eine Eisenbahn- und Fußgängerbrücke im Hamburger Stadtteil Veddel. Die Brücke führte über den Peutekanal und stand unter Denkmalschutz. Das Stahlfachwerk der 57,18 m langen Brücke war mit sogenannten „Häselerträgern“ bzw. K-Fachwerk ausgeführt. Alternative Bezeichnungen waren Beeselandbrücke und Besenlandbrücke.
Der Name der Brücke leitet sich vom Begriff Besen, bzw. dessen grundlegendem Werkstoff, den Binsen ab. Wegen des weitreichenden Bewuchses wurde die Veddel auch als „Besenland Veddel“ bezeichnet.
Die um 1905 erbaute Brücke und das umgebende Mauerwerk entlang des Peutekanals ist durch die Hamburger Behörde für Kultur und Medien mit der Nummer 44456 in der Liste der Hamburger Kulturdenkmäler verzeichnet.
Die Bahnstrecke der Hamburger Hafenbahn auf der Brücke war mittlerweile nicht mehr in Betrieb, der seitlich angebrachte Fußgängerweg, der den Packerstieg auf die Peute führte, war gesperrt. Fußgänger nutzten allerdings immer noch den Mittelteil der Brücke, um auf die Peute zu gelangen. Stand Sommer 2020 war jedoch auch der Mittelteil für Fußgänger gesperrt. Zeitweise sorgte Sicherheitspersonal dafür, dass das Betretungsverbot eingehalten wird.
Nach weiteren Bauwerksprüfungen wurde die Brücke aufgrund von Einsturzgefahr im Dezember 2024 zurückgebaut.

## Weblinks

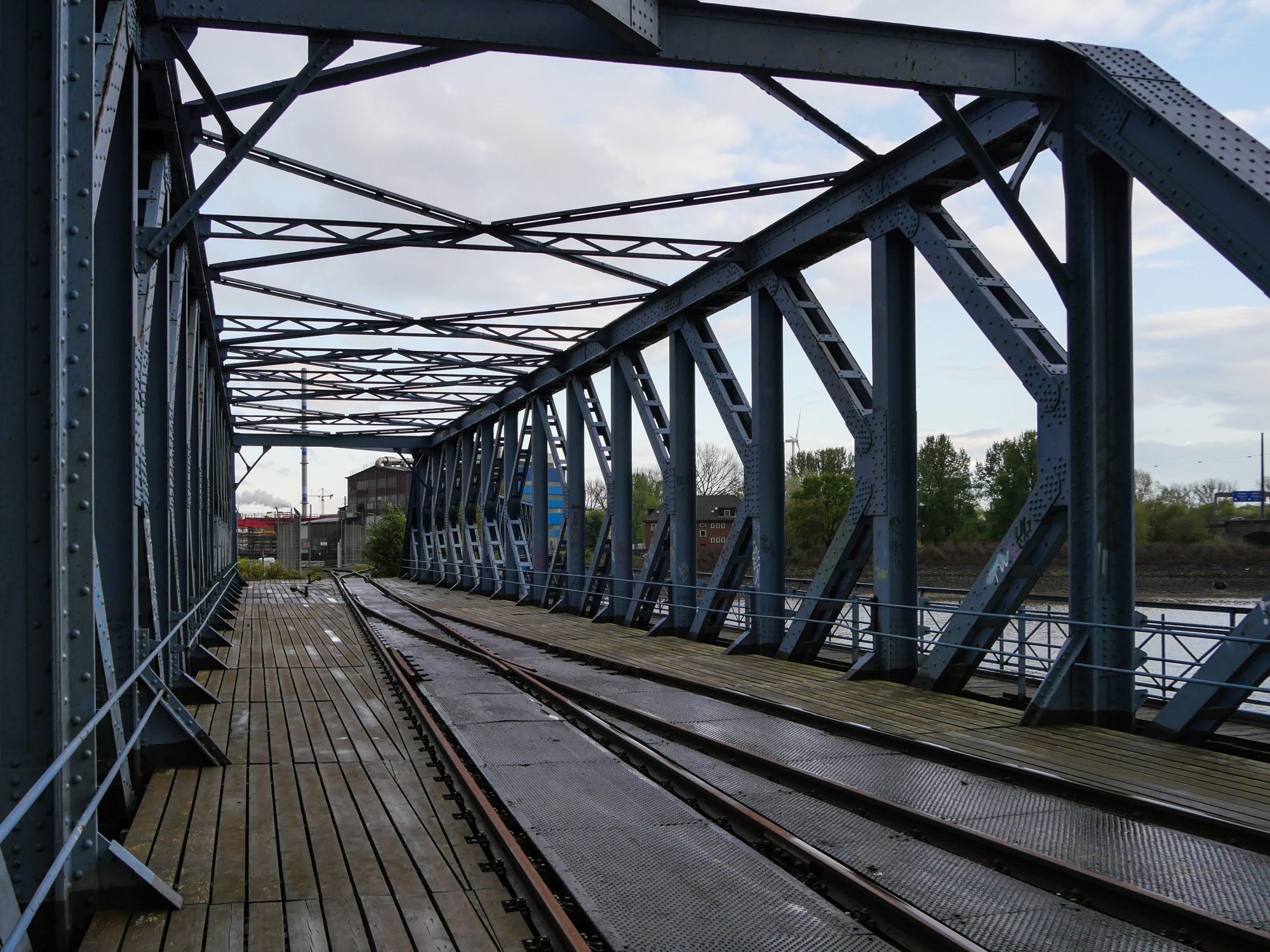
Beesenlandbrücke
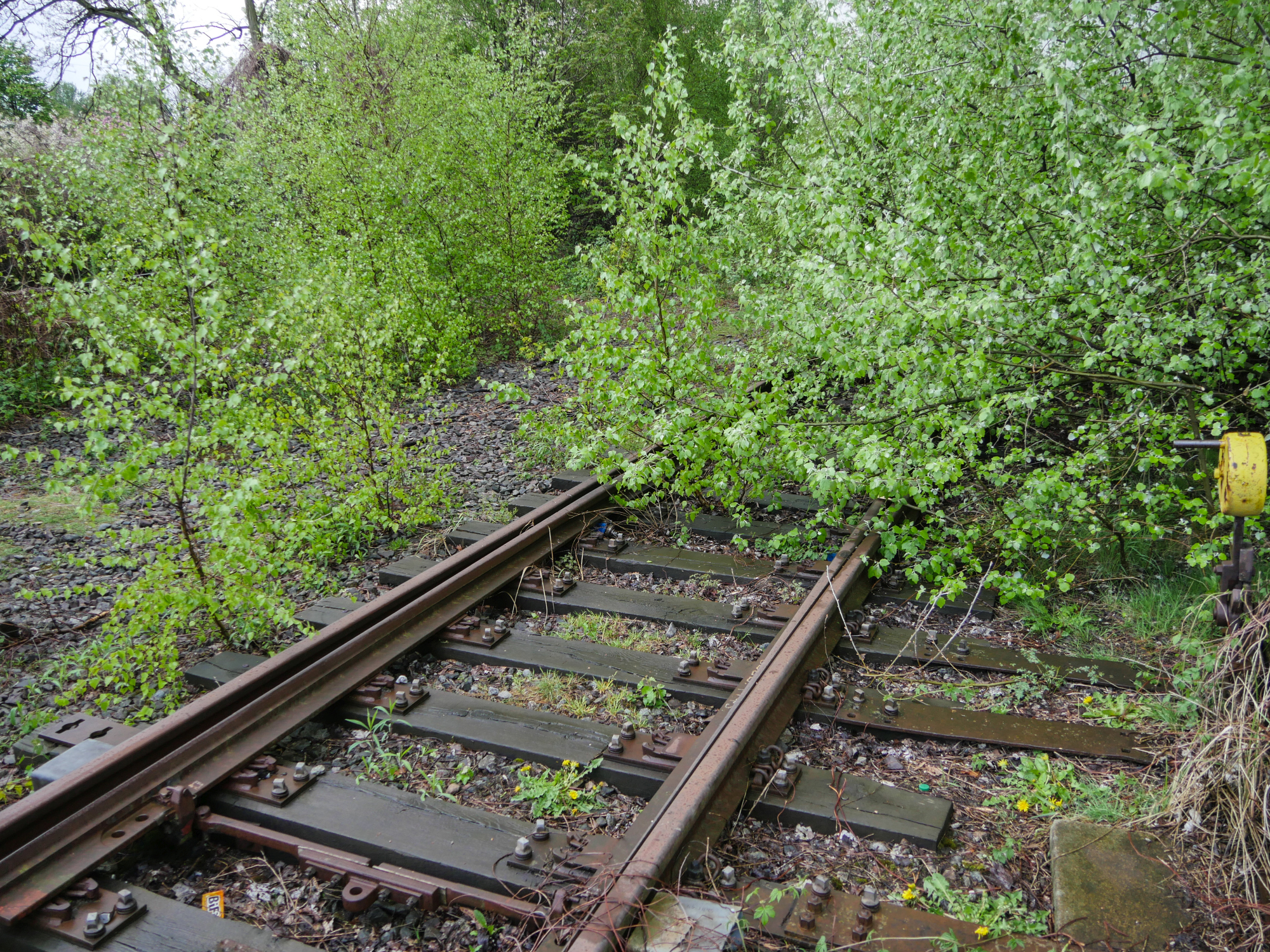
Stillgelegte Bahnstrecke der Hamburger Hafenbahn auf der Beesenlandbrücke